# Вибе, Терье
Терье Вибе (норв. Terje Wibe; род. 6 октября 1947) — норвежский шахматист, международный мастер (1977).
В составе сборной Норвегии участник пяти Олимпиад (1966—1972, 1978).
Чемпион Норвегии (1971).

## Изменения рейтинга
| Графики недоступны из-за технических проблем. См. информацию на Фабрикаторе и на mediawiki.org. |